# Willennium
| Críticas profissionais | Críticas profissionais                |
| Avaliações da crítica  | Avaliações da crítica                 |
| Fonte                  | Avaliação                             |
| ---------------------- | ------------------------------------- |
| Allmusic               | [ 1 ]                                 |
| Entertainment Weekly   | (B+)                                  |
| Robert Christgau       | Por favor, especifique uma avaliação. |
| USA Today              | [ 4 ]                                 |
| Uncut                  | [ 5 ]                                 |

"Willennium" é o segundo álbum de estúdio solo de Will Smith. O álbum foi lançado em 16 de Novembro de 1999.

## Faixas
| N.º            | Título                                                     | Duração |  |
| 1.             | "I'm Comin'" (com Tra-Knox)                                | 3:54    |  |
| 2.             | "Will 2K"                                                  | 3:53    |  |
| 3.             | "Freakin' It"                                              | 3:59    |  |
| 4.             | "Da Butta" (com Lil' Kim)                                  | 2:58    |  |
| 5.             | "La Fiesta"                                                | 4:16    |  |
| 6.             | "Who Am I?" (com Tatyana Ali & MC Lyte)                    | 4:02    |  |
| 7.             | "Afro Angel"                                               | 5:10    |  |
| 8.             | "So Fresh" (com Biz Markie & Slick Rick)                   | 4:15    |  |
| 9.             | "Pump Me Up" (performada DJ Jazzy Jeff & The Fresh Prince) | 4:04    |  |
| 10.            | "Can You Feel Me?" (com Eve)                               | 3:44    |  |
| 11.            | "Potnas/Interlude"                                         | 6:08    |  |
| 12.            | "No More" (featuring Breeze)                               | 3:25    |  |
| 13.            | "Uuhhh"                                                    | 3:29    |  |
| 14.            | "Wild Wild West" (com Dru Hill & Kool Moe Dee)             | 4:28    |  |
| 15.            | "The Rain" (com Jill Scott)                                | 4:48    |  |
| Duração total: | Duração total:                                             | 62:33   |  |

## Desempenho nas paradas
| Paradas (1999)                          | Melhor posição |
| --------------------------------------- | -------------- |
| Estados Unidos (Billboard 200)          | 5              |
| Estados Unidos Top Internet Albums      | 6              |
| Estados Unidos (Top R&B/Hip Hop Albums) | 8              |
| Reino Unido UK Albums Chart             | 10             |